# 薛只干
薛只干（?—?），元朝公主，祖父成吉思汗，父亲史书没有记载，不知是术赤、察合台、窝阔台、拖雷。
薛只干嫁给弘吉剌部的纳陈驸马，纳陈驸马是按陈之子，特薛禅之孙。薛只干祖母孛兒帖侄子，薛只干兄弟忽必烈皇后察必的兄弟。纳陈家族被封为鲁王，薛只干称为鲁国公主。